# Hillary Scott (Pornodarstellerin)

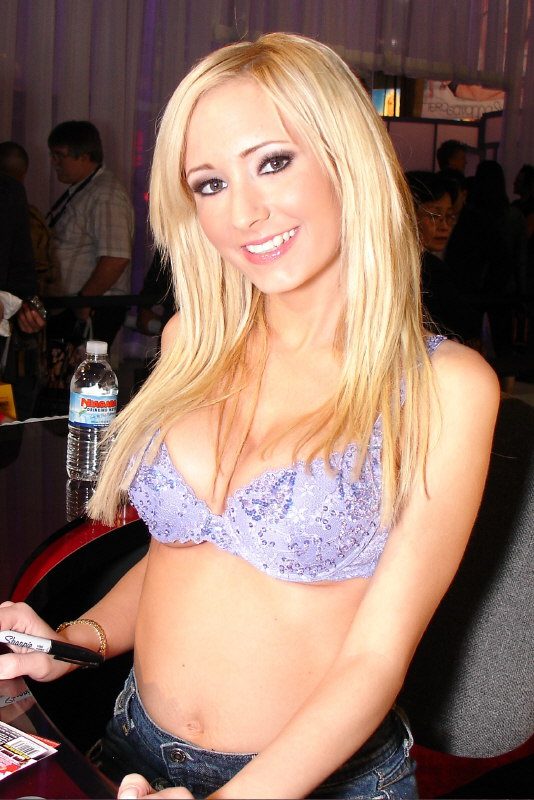
Hillary Scott bei der AVN Adult Entertainment Expo 2007

Hillary Scott (* 3. Februar 1983 in Naperville, Illinois, Geburtsname: Amanda Marie Elizabeth Wibben) ist eine ehemalige US-amerikanische Pornodarstellerin und Regisseurin. 2007 wurde sie mit dem AVN Award als auch dem XRCO Award als Female Performer of the Year ausgezeichnet. Im gleichen Jahr erhielt sie noch einen AVN Award und vier weitere XRCO Awards und damit bei den zwei wichtigsten Verleihungen sieben persönliche Auszeichnungen in einem Jahr.

## Leben
Scott zog im Jahr 2004 von Chicago nach Los Angeles. Nachdem sie in mehreren Gonzofilmen mitgewirkt hatte, spielte sie 2005 im Film Darkside von James Avalon mit. Hierfür gewann sie bei den AVN Awards 2006 Preise für „Best Oral Sex Scene – Film“ und „Best Group Sex Scene – Film“. 2006 übernahm sie eine Rolle im dritten Teil der Hustler-Serie „Britney Rears“ sowie in der bis dato teuersten Produktion von Sex Z Pictures namens „Corruption“. 2007 spielte sie im dritten Teil der Pornofilmreihe Chemistry der Regisseurin Tristan Taormino und in Upload von Eli Cross. Im gleichen Jahr spielte sie auch die Rolle der Marcia in der Porno-Parodie Not The Bradys XXX. Scott wurde in der August-Ausgabe 2008 des Porno-Magazins Genesis auf Platz 7 im „Porn’s Hot 100“-Ranking von Pornodarstellern gelistet.

## Filmografie (Auswahl)
Die Internet Adult Film Database (IAFD) listet bis heute (Stand: Januar 2024) 810 Filme, in denen sie mitgespielt hat. Außerdem listet die IAFD 9 Filme auf, in denen sie Regie geführt hat.
- 2005: Slut Puppies 1
- 2006: Britney Rears 3 - Britney Gets Shafted
- 2006: Jack’s POV 1
- 2006: Layout
- 2007: Britney Rears 4 – Britney Goes Gonzo
- 2007: Not The Bradys XXX
- 2007: Spunk’d – The Movie
- 2010: The Flintstones: A XXX Parody
- Corruption
- Upload
- Chemistry 3
- Jack’s Teen America 20
- Suck It Dry 2

## Auszeichnungen
- 2005: XRCO Award als New Starlet[2]

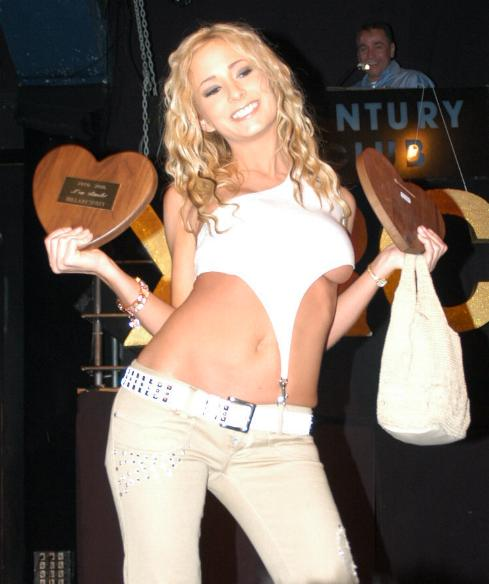
Hillary Scott mit zwei XRCO Awards (2006)

- 2006: AVN Award für Best Oral Sex Scene – Film in Dark Side (mit Alicia Alighatti und Randy Spears)[3]
- 2006: AVN Award für Best Group Sex Scene – Film in Dark Side (mit Alicia Alighatti, Penny Flame, Dillan Lauren, Randy Spears und John West)
- 2006: XRCO Award als Orgasmic Oralist
- 2007: AVN Award als Female Performer of the Year[4]
- 2007: AVN Award als Best Actress – Video in Corruption[4]
- 2007: Adam Film World Guide Award als Female Performer Of The Year
- 2007: XRCO Award als Female Performer of the Year[5]
- 2007: XRCO Award für Best Actress – Single Performance in Corruption
- 2007: XRCO Award als Superslut
- 2007: XRCO Award als Orgasmic Oralist
- 2007: XRCO Award als Orgasmic Analist
- 2007: NightMoves Award als Best Actress (Editor’s Choice)
- 2008: AVN Award als Best Supporting Actress – Video in Upload[6]
- 2008: XRCO Award als Orgasmic Analist[7]
- 2008: F.A.M.E. Award als Dirtiest Girl on Porn[8]
- 2009: AVN Award für Best Group Sex Scene in Icon (mit Heidi Mayne, Mark Davis, Alec Knight, Cheyne Collins und Alex Sanders)[9]
- 2024: Aufnahme in die AVN Hall of Fame[10]